# ایتوان ساندور (بازیکن فوتبال، زاده ۱۹۴۴)
ایتوان ساندور (مجاری: Sándor István؛ زادهٔ ۱۹ اوت ۱۹۴۴) بازیکن فوتبال اهل اوکراین است.